# Institut de génétique et de génomique de Genève
 (avril 2025).
L' Institut de génétique et génomique de Genève, également connu sous le nom d'iGE3, est un institut de recherche à Genève, en Suisse. L'institut est affilié à l'Université de Genève et se concentre sur la conduite de recherches biomédicales et l'enseignement basé sur l'analyse scientifique génétique et génomique. L'abréviation « iGE3 » a été conçue par son ancien directeur Stylianos Antonarakis en combinant « institut » et « GEnetics, GEnomics, GEneva ». La cérémonie d'inauguration de l'institut a eu lieu le 8 février 2012  et depuis octobre 2020, l'institut est dirigé par Emmanouil Dermitzakis, un généticien et professeur au département de médecine génétique et développement à l’Université de Genève.